# Champion Air
Champion Air war eine US-amerikanische Charterfluggesellschaft mit Sitz in Bloomington, Minnesota.

## Geschichte

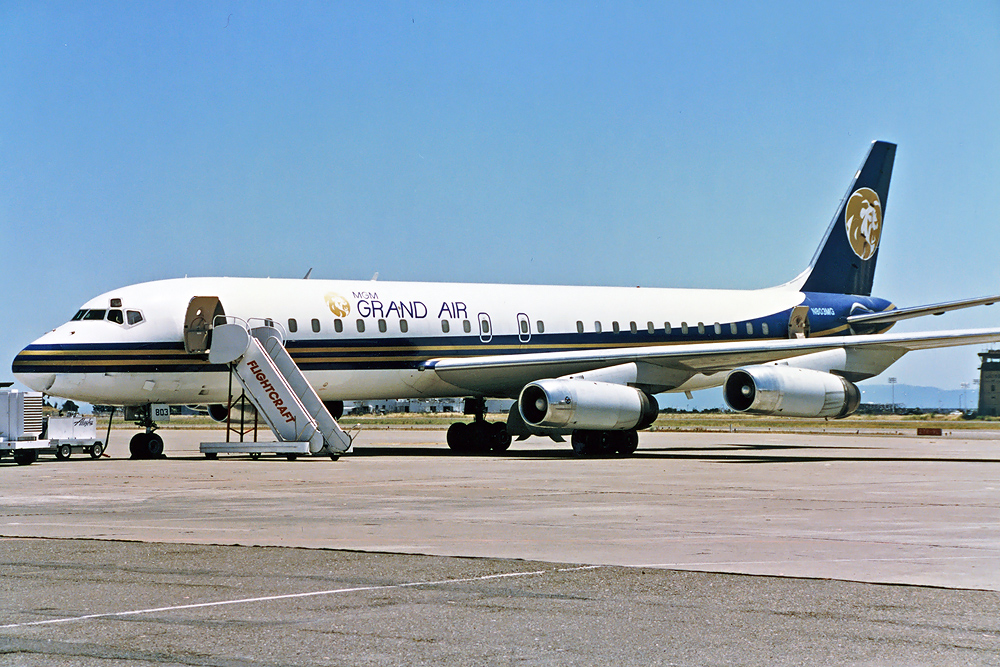
Douglas DC-8-62 der MGM Grand Air, 1993

Die Fluggesellschaft wurde ursprünglich 1987 von der damaligen MGM MIRAGE als MGM Grand Air gegründet und nahm im selben Jahr den Flugbetrieb auf. Sie betrieb Boeing 727-100, Boeing 757 und Douglas DC-8-62.
Es folgten mehrere Besitzer und ab 1995 flog die Fluggesellschaft als Champion Air, die zuletzt der Grand Holdings Inc. gehörte. Am 31. Mai 2008 hat Champion Air den Flugbetrieb unter anderem auf Grund des hohen Ölpreises eingestellt.

## Flugziele
Champion Air bot Charterflüge zu acht Zielen in den Vereinigten Staaten für Sportmannschaften und Reiseagenturen, aber auch für das amerikanische Verteidigungsministerium an. Unter anderem wurden Las Vegas, Oklahoma City, Detroit und Denver bedient.

## Flotte
Vor der Einstellung des Flugbetriebs bestand die Flotte der Champion Air mit Stand März 2008 aus 16 Flugzeugen:
- 05 Boeing 727-200 mit First-Class-Bestuhlung mit je 56 Sitzplätzen
- 11 Boeing 727-200 mit Economy-Klasse-Bestuhlung mit je 173 Sitzplätzen